# Alexej Vorobjov
Alexej Vladimirovič Vorobjov (rusky Алексей Владимирович Воробьёв; * 19. ledna 1988) je ruský zpěvák a herec účinkující v ruštině i angličtině.
Pro účely mezinárodního sebezvýraznění využívá také jméno Alex Sparrow, jedná se o překlad jeho ruského jména do angličtiny. Nejvíce vešel do povědomí díky své účasti v ruské verzi soutěže X Factor v roce 2005, kdy mu bylo 17 let. V roce 2006 podepsal smlouvu s ruskou odnoží Universal Music Group Universal Music Russia a v roce 2007 se stal poslem dobré naděje při Y-PEER, mládežnické iniciativě Populačního fondu OSN. Vorobjov reprezentoval Rusko na mezinárodní pěvecké soutěži Eurovision Song Contest 2011 v Německu.